# Meidoornhoekmineermot
De meidoornhoekmineermot (Stigmella perpygmaeella) is een vlinder uit de familie dwergmineermotten (Nepticulidae). De wetenschappelijke naam is voor het eerst geldig gepubliceerd in 1859 door Henry Doubleday.
De soort komt voor in Europa.